# Distrito de Morona

División política del departamento de Loreto.

El distrito peruano de Morona es uno de los 6 distritos de la Provincia de Datem del Marañón, ubicada en el Departamento de Loreto, perteneciente a la Región Loreto, Perú.
Desde el punto de vista jerárquico de la Iglesia católica forma parte del Vicariato Apostólico de Yurimaguas, también conocido como Vicariato Apostólico de San Gabriel de la Dolorosa del Marañón.

## Geografía humana
En este distrito de la Amazonia peruana habitan la etnia Cahuapana grupo Chayahuita autodenominado  Campo Piyapi , Wampis, Achuar y Shapra. 